# Kollenchym

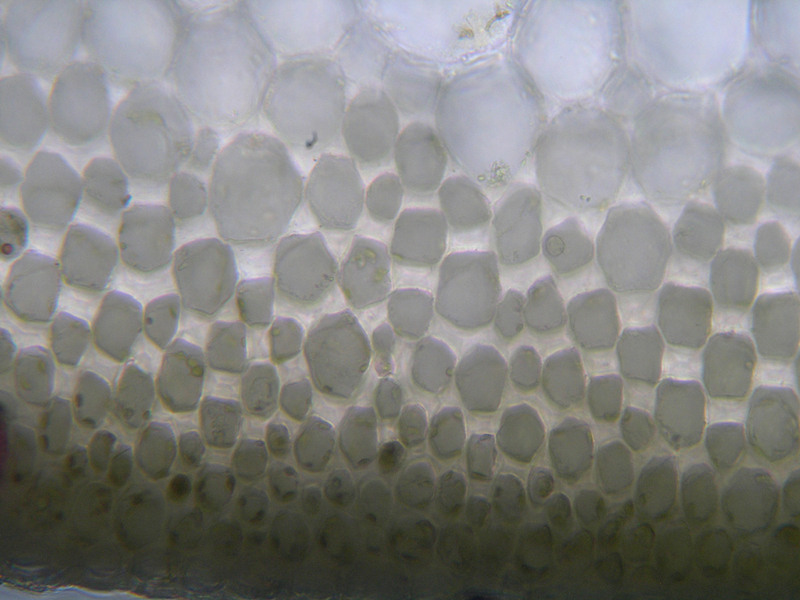
Kantenkollenchym im Sprossachsenquerschnitt vom Echten Sellerie, (Apium graveolens L.), –
Der Name Eckenkollenchym kommt daher, dass bei einer solchen zweidimensionalen Ansicht die Verdickungen scheinbar in den Ecken sind, wohingegen es sich dabei im Gewebe tatsächlich um Kanten handelt.

Das Kollenchym gehört zu den Festigungsgeweben von Pflanzen. Das Wort leitet sich ab von griechisch kolla = Leim und enchyma = das Eingegossene.
Man unterscheidet hierbei das Kollenchym und das Sklerenchym, wobei das Kollenchym als noch wachstums- und dehnungsfähiges, nicht verholztes Festigungsgewebe aus lebenden Zellen besteht, das Sklerenchym hingegen aus abgestorbenen Zellen.
Die lebenden, in der Regel prosenchymatischen, teilweise aber auch isodiametrischen Zellen des Kollenchyms enthalten oft Chloroplasten wenn sie an der Peripherie von Organen liegen, die Zellwände sind durch Cellulose- oder Pektinauflagerungen verstärkt. Die nur im Elektronenmikroskop sichtbaren Plasmodesmata sind plasmatische Verbindungen zwischen dem Cytoplasma benachbarter Zellen, die Mittellamelle und Zellwand durchdringen. Die Aussparungen, die sich zwischen den Sekundärwänden der Zellwand befinden, werden Tüpfel genannt.
Bevorzugt befindet sich Kollenchym in Pflanzenteilen, die noch wachsen, wie z. B. in Blattstielen und Stängeln. Sind die Gewebe schon älter, kann das Kollenchym absterben und sich zu Sklerenchymzellen entwickeln.
Man unterscheidet vier verschiedene Arten von Kollenchym:
- „einfaches“ Kollenchym (mehr oder weniger gleichmäßige Zellwandverdickung)
- Ecken-/Kantenkollenchym (starke Zellwandverdickungen an den Kanten der aufeinanderstoßenden Zellen, weniger bis kaum Verdickung an den Flächen)
- Plattenkollenchym (starke Verdickungen der tangentialen Zellwände, wenig bis kaum Verdickung an den radiären Wänden)
- Lückenkollenchym (starke Zellwandverdickungen um die großen Interzellularen, wenig bis kaum Verdickung an Zell-Zell-Kontakten)

Beispiel für ein Eckenkollenchym ist der Kürbis (Cucurbita pepo), für ein Plattenkollenchym die Kartoffel (Solanum tuberosum), wobei diese schon einen Übergang zum Lückenkollenchym darstellt und der Tabak (Nicotiana tabacum), welcher ein Lückenkollenchym besitzt.